# 天湯河板挙
天湯河板挙（あめのゆかわたな）とは、『日本書紀』等に伝わる日本神話の神または古代日本の豪族。

## 概要
天湯河桁命、天湯川田奈命、天湯川田神（あまのゆかわたのかみ）とも表記される。
『日本書紀』には以下のような物語が語られている。
垂仁天皇の皇子、誉津別皇子（ほむつわけ の みこ）は三十歳になって鬚が生えても物を言わずに、幼子のように泣いてばかりいた。ところが、鵠を見て「これは何だ」と片言を発したため、天皇は鵠を見て物を言うことができたのだと喜んだ。そこで天湯河板挙に鵠を捕まえるように命を下した。天湯河板挙は出雲国（或る人が言うには但馬国）まで追いかけて鵠を捕獲した。
1ヶ月後、天湯河板挙は天皇に鵠を献上した。誉津別皇子はその鵠とたわむれているうちに、言葉を話すことができるようになった。その報賞として、天湯河板挙は姓を与えられ、「鳥取造」と名乗った。あわせて、鳥取部・鳥養部・誉津部（ほむつべ）が定められた。
『古事記』にも似たような物語がある。ただし、こちらに登場する捕獲人は山辺大鶙であり、鵠を捕らえるために諸国をめぐり、罠を仕掛けるなど、かなりの苦労の跡がみられる。また、それによって皇子の唖が治ったわけではなく、天皇の夢のお告げ、曙立王（あけたつ の おおきみ）の占いがあり、大国主神のために神殿を建てたり、仮山を築いたりもしている。

## 考証
折口信夫は、『風土記の古代生活』という著作で、「水の女」という説を唱えている。それによると、常世からの水をあびて心身を若返らせる行為を「禊」といい、その水は温かいもので「湯」と呼ばれ、「禊」の場所は海へ通じる川の淵であり、そこを「湯川」と呼んだ。そして「湯川浴（あ）み」をするための場所を「ゆかわたな」と呼んだのではないか、と述べている。つまり、「天湯河板挙」とは、「白鳥を追いつつ、禊ぎを求めていった」という意味なのだと解釈している。
これに対し、吉田東伍は「桁」（たな）とは和泉国日根郡鳥取郷にあった古い地名であるとしている。『垂仁紀』の別伝中に、五十瓊敷皇子が茅渟（ちぬ）の菟砥（うと）の川上においでになり、「鍛名河上を喚して」とあるのを「たなかわかみをめして」と読み、「鍛名」＝「桁」で、「鍛名河上」は「桁川の川上（ほとり）」を意味するのではないか、と解読している。
谷川健一は、上記の折口、吉田の説をあげつつ、金属精錬と鳥の伝承との間には深い関連性がある、という。溶鉱炉から流れ出してくる金属を「湯」と呼び、金属器の精錬に適した水辺を捜し求める人物であったのではないか、また誉津別命が唖である理由を、水銀中毒で喉をやられたことを暗示しているとも述べている。

## 後裔
『新撰姓氏録』「右京神別」によると、中央の鳥取造氏は
とあり、天武天皇12年（683年）に「連」の姓を授けられている。
『姓氏録』には、天湯河板挙は山城国の「鳥取連」、「美努連」（みぬのむらじ）、河内国・和泉国の鳥取氏の祖先であるとも記述されている。
そのほか、鳥取氏が祖神を祀った社として、『延喜式』神名式に河内国大県郡に「式内・天湯川田神社」（現：柏原市高井田）などがあり、『和名抄』には、大県郡鳥取郷（現：柏原市大県付近）がある。

## 祀る神社
- 止止井神社（岩手県奥州市前沢区）
- 鳥取神社（三重県員弁郡東員町）
- 鳥取神社（三重県いなべ市大安町）
- 鳥取山田神社（三重県員弁郡東員町）
- 河桁御河邊神社（滋賀県東近江市神田町）
- 川桁神社（滋賀県彦根市甲崎町）
- 川田神社（滋賀県甲賀市水口町）
- 天湯川田神社（大阪府柏原市高井田）
- 波太神社（大阪府阪南市石田）
- 御野縣主神社（大阪府八尾市上之島町）
- 阿牟加神社（兵庫県豊岡市森尾）
- 三野神社（兵庫県豊岡市日高町）
- 中嶋神社（兵庫県豊岡市三宅）
- 和奈美神社（兵庫県養父市八鹿町）